# Unitopia
Unitopia is een Australische muziekgroep die zich begeeft binnen de genres progressieve rock en (lichte) metal. De band wordt in 1997 opgericht door Mark Trueack en Sean Timms.
Hun eerste album More than a dream bleef in Europa onbekend totdat hun tweede muziekalbum furore maakte binnen het genre progressieve rock. Alhoewel aangekondigd als metal, is dat op hun debuut nergens terug te vinden. De stem van de zanger Mark heeft dat typische Australische accent, dat we ook kennen van Men at Work. Daarbij een Peter Gabriel / Steve Winwood-achtig geluid. Het tweede album werd uitgegeven door InsideOut Music, een platenlabel dat gespecialiseerd is in progressieve muziek in combinatie met metal. In 2014 hief de band zich op. Een aantal musici (met Trueack) ging door in United Progressive Fraternity, andere gingen verder als Southern Empire (Timms).
In 2016 hebben Trueack en Timms elkaar weer benaderd, en de band is sinds 2021 weer nieuw leven ingeblazen.

## Discografie
- More Than A Dream (2005)
- The Garden (2008)
- Artificial (2010)
- One Night in Europe (2011)
- Covered Mirror (2012)
- Seven Chambers (2023)